# Chiesa di Santa Maria Assunta (Caraglio)
La chiesa di Santa Maria Assunta è la chiesa parrocchiale di Caraglio, centro abitato della provincia di Cuneo.

## Storia
Il 22 gennaio 1754, la chiesa parrocchiale di Caraglio crollò. Vennero stanziate 10 000 lire per costruire la nuova chiesa. Pio Eula di Cuneo e Gabriele Maria Delfino di Caraglio vennero incaricati di progettare la liberazione dell'area. L'arcivescovo di Torino Mons. Francesco Lucerna Rorengo di Rorà, promise un'indulgenza di 80 giorni a chi avrebbe contribuito alla realizzazione della nuova chiesa. Il conte Vincenzo Nicolis di Robilant fece un nuovo progetto della chiesa che venne approvato dall'arcivescovo di Torino. Il 13 novembre 1770 alle 12:30 cominciarono i lavori di sgombero dell'area. Nel 1771 la popolazione di Caraglio cominciò a lavorare a turno per costruire l'edificio. La chiesa venne consacrata dal neo-vicario don Domenico Silvano da Centallo. Nel 1779 visitò la chiesa mons. Vittorio Gaetano Costa di Arignano. L'arcivescovo di Torino di ritorno da Roma ottiene in dono dal Pontefice le reliquie di san Dolcito, il quale il 15 gennaio 1795 le donò alla chiesa di San Giovanni.